# Arkeikum
| Prekambrium                  | Prekambrium          | Prekambrium   | Prekambrium       |
| Eon                          | Era                  | Period        | Miljoner år sedan |
| ---------------------------- | -------------------- | ------------- | ----------------- |
| Fanero- zoikum               | Paleozoikum          | Kambrium      | senare            |
| Protero- zoikum              | Neo- proterozoikum   | Ediacara      | 635–541           |
| Protero- zoikum              | Neo- proterozoikum   | Kryogenium    | 720–635           |
| Protero- zoikum              | Neo- proterozoikum   | Tonium        | 1000–720          |
| Protero- zoikum              | Meso- proterozoikum  | Stenium       | 1200–1000         |
| Protero- zoikum              | Meso- proterozoikum  | Ectasium      | 1400–1200         |
| Protero- zoikum              | Meso- proterozoikum  | Kalymmium     | 1600–1400         |
| Protero- zoikum              | Paleo- proterozoikum | Staterium     | 1800–1600         |
| Protero- zoikum              | Paleo- proterozoikum | Orosirium     | 2050–1800         |
| Protero- zoikum              | Paleo- proterozoikum | Ryacium       | 2300–2050         |
| Protero- zoikum              | Paleo- proterozoikum | Siderium      | 2500–2300         |
| Arkeikum                     | Neoarkeikum          |               | 2800–2500         |
| Arkeikum                     | Mesoarkeikum         |               | 3200–2800         |
| Arkeikum                     | Paleoarkeikum        |               | 3600–3200         |
| Arkeikum                     | Eoarkeikum           |               | 4000–3600         |
| Hadeikum                     |                      |               | 4600–4000         |
| Jorden bildas                | Jorden bildas        | Jorden bildas | tidigare          |
| Se även Geologisk tidsskala. |                      |               |                   |

Arkeikum (Arkeisk tid) är den näst första geologiska tidsåldern (efter hadeikum) och sträcker sig från 4,0 miljarder år sedan till 2,5 miljarder år sedan. Arkeikum delas in i erorna eoarkeikum, paleoarkeikum, mesoarkeikum och neoarkeikum. 

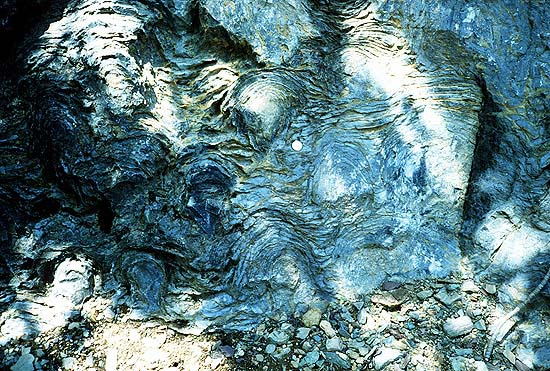
Stromatoliter

## Geologi
Arkeiska, eller underprekambriska, bergarter bildades under detta skede. Till arkeikum hänförs de allra äldsta bergarterna på jorden. De finns i ett fåtal begränsade områden inom urbergssköldarna. Inom Sveriges urberg finns troligen inga bergarter av så hög ålder att de kan betecknas som arkeiska. De bäst undersökta arkeiska bergarterna finns i Sydafrika. De är också intressanta på grund av att de innehåller de äldsta fossilen man känner på jorden.
De äldsta bergarter som hittills påträffats är gamla gnejser och graniter från norra Kanada och västra Grönland. På Grönland finns även bergarter av sedimentärt ursprung som är 3,8 miljarder gamla, vilket tyder på att jordskorpan då hade svalnat så att vatten kunde kondenseras till sjöar och hav.
Den arkeiska jordskorpa som finns bevarad utgörs till stor del grönstensbälten, som består av basiska vulkaniter och sediment-bergarter, omgivna av gnejser utvecklade från magmatiska intrusiv-bergarter. Vissa teorier anger grönstensbältena som en arkeisk motsvarighet till vår tids oceaniska jordskorpa medan gnejserna motsvarar kontinental jordskorpa.

## Ekologi
Under arkeikum skedde en kemisk utveckling och förutsättningarna för liv skapades i form av väte, kol och kväve, men också metan, vattenånga och ammoniak. Urhavet antas ha bildats relativt tidigt under denna period genom regn under många miljoner år, varvid atmosfärisk vattenånga övergick till bäcken av flytande vatten. Konsensus inom biologin är att grunda havsområden eller laguner och vikar sedan kom att fungera som hemort för utvecklingen av högre biokemiska molekyler som så småningom (senast för omkring 3,5–3,2 miljarder år sedan) ledde till de första levande varelserna. Under arkeikum var atmosfären i huvudsak fri från syre. Fotosyntesen uppstod under denna period men under en period fångades allt syre av ämnen i marken. En ökande syrehalt markerar gränsen till Proterozoikum.
Från slutet av denna eon finns fossila fynd av stromatoliter och tidiga prokaryota livsformer.